# Christoph Kühn (Theologe)

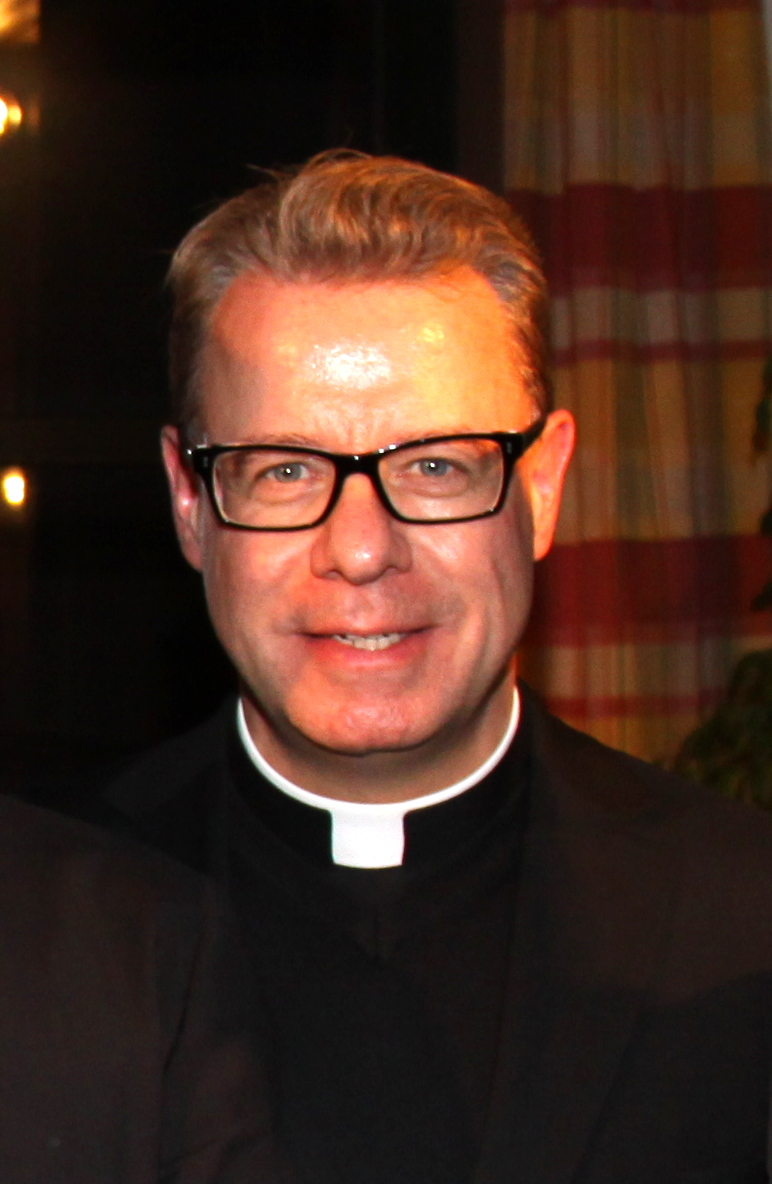
Christoph Kühn (2012)

Christoph Kühn (* 1963 in Datteln, Nordrhein-Westfalen) ist ein römisch-katholischer Priester des Bistums Eichstätt, Kirchenrechtler und ehemaliger päpstlicher Diplomat.

## Leben

### Herkunft und Ausbildung
Christoph Kühn war der einzige Sohn des aus Niederschlesien stammenden und in Datteln niedergelassenen Arztes Siegfried Kühn (1916–2007) und dessen Ehefrau Gertrud Kühn geborene Zabel (1922–2013).
In den 1980er Jahren studierte er Katholische Theologie an der Philosophisch-Theologischen Hochschule Heiligenkreuz in Österreich. Nach Kontakten zu den Regularkanonikern vom Heiligen Kreuz auf Madeira distanzierte er sich 1986 von dieser Organisation wie auch von dem mit ihr verbundenen Engelwerk. Danach setzte er seine philosophisch-theologische Ausbildung an der Katholischen Universität Eichstätt (KUE) fort. Als Studentenvertreter arbeitete er dort im Senat und in einigen anderen universitären Gremien mit. Am 30. Juni 1990 empfing er in Eichstätt die Priesterweihe durch den Diözesanbischof Karl Braun. Danach war er in der Seelsorge tätig und wirkte als Kaplan in Wemding, wo er auch seine Primiz feierte, Neumarkt in der Oberpfalz und Greding. Von 1993 bis 1997 setzte er seine Studien in Rom fort und wurde in Kirchenrecht promoviert. Er erwarb zudem das Lizentiat im Völkerrecht und absolvierte die Päpstliche Diplomatenakademie.

### Im diplomatischen Dienst des Heiligen Stuhles
Nach Beendigung seiner Studien trat Christoph Kühn in den diplomatischen Dienst des Heiligen Stuhls unter Kardinalstaatssekretär Angelo Sodano ein und wurde zunächst Nuntiatur-Attaché an der Apostolischen Nuntiatur in Harare, Simbabwe. Von 1998 an arbeitete er als Nuntiatursekretär an der Päpstlichen Vertretung in Sambia und Malawi mit Dienstsitz in Lusaka.
Von 2001 bis 2008 leitete er die deutschsprachige Abteilung der I. Sektion des Staatssekretariats des Heiligen Stuhls. In dieser Aufgabe begleitete er zusammen mit anderen Mitarbeitern Papst Johannes Paul II. im Juni 2004 zum nationalen Jugendtreffen der Schweiz in Bern. Kühn begleitete Papst Benedikt XVI. zum XX. Weltjugendtag 2005 in Köln sowie bei den Apostolischen Reisen nach Bayern im September 2006 und Österreich im September 2007. Aus seinem Büro in der Terza Loggia im Papstpalast organisierte er die Kontakte des Papstes zu offiziellen Stellen in Deutschland, Österreich, Liechtenstein und der Schweiz. Zu seinen Aufgaben in Rom gehörte außerdem die Vorbereitung und Gestaltung des deutschsprachigen Teils der mittwöchlichen Generalaudienzen des Papstes.
Im Juni 2008 wurde Kühn, der im Vatikan als Rivale des päpstlichen Privatsekretärs Georg Gänswein und Gegner von Ingrid Stampa, der ebenfalls im Staatssekretariat tätigen ehemaligen Chefhaushälterin Joseph Ratzingers, wahrgenommen wurde, von Kardinalstaatssekretär Tarcisio Bertone aus Rom abgezogen. Zur feierlichen Verabschiedung Kühns kamen über 120 geladene Gäste, darunter neben Kardinalstaatssekretär Bertone auch die Kurienkardinäle Paul Josef Cordes und Darío Castrillón Hoyos sowie der Bischof von Eichstätt, Gregor Maria Hanke, der eigens zu diesem Anlass nach Rom reiste.
Von Juli 2008 bis August 2012 war Kühn als Nuntiaturrat in der Apostolischen Nuntiatur in Wien tätig.

### Domkapitular in Eichstätt
Am 31. August 2012 schied er aus dem diplomatischen Dienst des Vatikans aus und wurde als Nachfolger des in den Ruhestand getretenen Domkapitulars Rainer Brummer in das Eichstätter Domkapitel berufen. Er übernahm dort die Aufgabe des Weltkirche-Beauftragten und war in diesem Zusammenhang unter anderem für die Kooperation mit den kirchlichen Hilfswerken zuständig. Unter seiner Leitung unterstützte das Weltkirchenreferat des Bistums jährlich etwa ein Dutzend katholische Studierende aus Nicht-EU-Ländern mit einem Stipendium zum Studium an der Eichstätter Universität. Außerdem war er Beauftragter für die Geistlichen Gemeinschaften und geistlicher Beauftragter für die Erwachsenenverbände des Bistums.
Zum 1. Januar 2019 entband ihn Bischof Gregor Maria Hanke von diesen Diensten und übertrug ihm die Aufgabe, die Sanierung des Eichstätter Doms seitens der Diözese zu begleiten. Außerdem sollte er als Beauftragter für „Liturgische Bildung“ im Rahmen der Neustrukturierung der pfarrlichen Seelsorge im Bistum Eichstätt in den Pastoralräumen nach neuen Formen der Liturgie suchen. Bereits seit 2012 oblag Kühn als „Summus Custos“ („Oberster Wächter“) die Verwaltung des Domkirchengebäudes. Seit 2014 war Kühn zudem Diözesanrichter am Bischöflichen Offizialat Eichstätt.
Im Mai 2019 gab das Bistum Eichstätt bekannt, der Domkapitular lasse bis auf Weiteres alle Ämter und Funktionen im Bistum ruhen. Für seine Aufgaben im Ordinariat und im Domkapitel wurden kommissarische Vertreter benannt. Sein Nachfolger als „Summus Custos“ der Kathedrale wurde Domvikar Reinhard Kürzinger, der einen Monat später auch ins Domkapitel gewählt wurde.
Im Juni 2020 trat Kühn erstmals wieder öffentlich in Erscheinung und feierte mit etwa 100 Gläubigen das Fronleichnamsfest im Kloster Strahlfeld bei Roding. Sein Domkanonikat in Eichstätt besitzt er noch, er wird aber weiterhin ohne Funktion aufgeführt; Diözesanrichter ist er nicht mehr. Anfang September 2022 nahm er in Brig als Konzelebrant an den von Jean-Marie Lovey und Martin Krebs geleiteten Beisetzungsfeierlichkeiten für den früheren Apostolischen Nuntius in Österreich, Erzbischof Peter Zurbriggen, teil. Im gleichen Jahr zog er nach Italien.

## Engagement und Mitgliedschaft in Verbänden
Seit Studientagen ist Christoph Kühn Mitglied im W.K.St.V. Unitas Frankonia Eichstätt im UV und der KAV Capitolina Rom im CV. 2009 übernahm er die Aufgabe des Verbindungsseelsorgers der KaV Marco-Danubia Wien im Österreichischen Cartellverband. 2011 wurde er Ehrenphilister der KÖL Ferdinandea Graz. Im Jahr 2000 erfolgte seine Investitur im Kloster Casamari in den Ritterorden vom Heiligen Grab zu Jerusalem. Im Jahr 2002 wurde Kühn in Rom in den Souveränen Malteser-Ritterorden aufgenommen. Von 2008 bis 2012 versah er ehrenamtlich das Amt des Seelsorgers im Malteser Seniorensitz Haus Malta in Wien. Seit 2012 bis zu seinem Rücktritt im Februar 2019 amtierte Kühn als Kurat des Marianischen Messbundes bei der Schuttermutter Ingolstadt (IMB), der unter der Protektion des Bischofs von Eichstätt steht. Weiterhin trat er als Präses der ca. 20 Mitglieder starken Eichstätter Bistumsgruppe des Bundes Katholischer Unternehmer (BKU) in Erscheinung.
In Italien wurde er 2022 als Mitglied des Römischen Instituts der Görres-Gesellschaft aufgenommen.

## Auszeichnungen und Ehrungen
Kühn wurde für seine Tätigkeit als päpstlicher Diplomat mit diversen Orden und Ehrenzeichen verschiedener Länder ausgezeichnet, darunter 2006 das Bundesverdienstkreuz am Bande des Verdienstordens der Bundesrepublik Deutschland. Bereits 2004 wurde ihm das Große Goldene Ehrenzeichen für Verdienste um die Republik Österreich verliehen. Anfang 2007 wurde Kühn mit dem Komturkreuz mit Stern des Liechtensteinischen Verdienstordens ausgezeichnet. Im März desselben Jahres wurde er vom italienischen Staatspräsidenten Giorgio Napolitano mit dem Kommandeurskreuz des Verdienstordens der Republik Italien ausgezeichnet. 2008 erhielt er die Goldene Ehrennadel der Stadt Altötting, die dritthöchste Auszeichnung, die die Stadt Altötting zu vergeben hat, für sein Engagement während des Papstbesuchs im September 2006. 2010 erhielt er das Verdienstkreuz Pro Piis Meritis des Souveränen Malteser-Ritterordens.
1999 wurde Kühn von Papst Johannes Paul II. zum Kaplan Seiner Heiligkeit mit dem Titel eines Monsignore ernannt; Papst Benedikt XVI. verlieh ihm 2011 den Titel Prälat Seiner Heiligkeit.

## Schriften
Neben verschiedenen Zeitschriftenartikeln sind folgende Veröffentlichungen bekannt:
- Kirche im Gespräch. Theologische Orientierungen und geistliche Impulse. Kral, Abensberg/Ndb. 1992, ISBN 3-87442-034-5.
- Die Rechtsbeziehungen des Heiligen Stuhls zum Europarat (= Adnotationes in ius canonicum, Band 9). Peter Lang, Berlin, Bern u. a. 1999, ISBN 3-631-34465-1.
- (als Übersetzer:) Pietro Principe (Hrsg.): Der Rosenkranz nach Johannes Paul II. Eine Darstellung der 20 Rosenkranzgeheimnisse. Illustriert von Gian Carlo Olcuire. Johann Wilhelm Naumann, Würzburg 2003, ISBN 3-88567-088-7.
- (als Bearbeiter und Mitherausgeber mit Pietro Principe:) Der Glaube in Bildern. Libreria Editrice Vaticana, Vatikanstadt 2004, ISBN 88-209-7567-X (Original: Pietro Principe, Gian Carlo Olcuire: La fede per immagini, Rom 2000).[29]
- Stärke unseren Glauben – Biblische Homilien. Pustet, Regensburg 2004, ISBN 3-7917-1921-1.
- Die Pilgerfahrt nach Santiago de Compostela. Geschichte, Kunst und Spiritualität (= Peregrinationes. Schriften zur Pilger- und Sakrallandschaft Mitteldeutschlands. Band 1). Plöttner Verlag, Leipzig 2005, ISBN 3-938442-01-8.
- Hilfswerke als Mitgestalter sozialer Gerechtigkeit. In: Lee Kyu Young (Hrsg.): Ethics in the Era of Globalization. The 9th Korean-German Colloquium 2013. Sogang University Press, Seoul 2016, ISBN 978-89-7273-303-4.[30]